# Capensibufo rosei
Capensibufo rosei е вид земноводно от семейство Крастави жаби (Bufonidae). Видът е световно застрашен, със статут Уязвим.

## Разпространение
Разпространен е в Южна Африка (Западен Кейп).